# Cervin (varumärke)
Cervin är ett franskt damunderklädesmärke skapat 1953, främst för strumpor av nylon, silke och kashmir, fabricerat av l'Arsoie grundat 1918 av Auguste Massal i Sumène.